# Jenny Kallur
Jenny Kallur, née le 16 février 1981 à Huntington, État de New York aux États-Unis, est une athlète suédoise, pratiquant le 100 mètres haies.
Fille de l'ancien hockeyeur Anders Kallur qui a été vainqueur à de multiples reprises de la Coupe Stanley avec les Islanders de New York, elle est également la jumelle de Susanna Kallur, elle aussi athlète et pratiquant la même discipline du 100 mètres haies.
En 2005, elle remporte la médaille d'argent aux championnats d'Europe en salle à Madrid, dont la compétition a été remportée par sa sœur, ce qui constitue un cas unique dans l'athlétisme.

## Palmarès
- Championnats d'Europe d'athlétisme en salle
  -  Médaille d'argent aux Championnats d'Europe d'athlétisme en salle 2005 à Madrid sur 60 mètres haies